# ريغي أوليفر
ريغي أوليفر (بالإنجليزية: Reggie Oliver)‏ هو لاعب كرة قدم أمريكية أمريكي، ولد في 20 أكتوبر 1951، وتوفي في 14 أغسطس 2018.